# Агліуллін Хаміт Шамсутдінович
Хаміт Шамсутдінович Агліуллін (Агліулін) (тат. Хәмит Шәмсетдин улы Әһлиуллин; 20 березня 1919 — 15 жовтня 1943) — учасник Другої світової війни, заступник політрука, командир відділення саперного взводу 43-го стрілецького полку 106-ї стрілецької дивізії 65-ї армії Центрального фронту, Герой Радянського Союзу (1943), старший сержант.

## Довоєнна біографія
Народився 20 березня 1919 році в селі Удрякбаш (нині Благоварський район, Башкортостан) у селянській родині. Татарин. Працював у колгоспі імені Фрунзе Благоварського району.
До Червоної Армії призваний у 1939 році Благоварським райвійськкоматом Башкирської АРСР.

## Участь у Другій світовій війні
З лютого 1943 року на фронті.
15 жовтня 1943 року старший сержант Агліуллін під сильним вогнем противника з групою розвідників і мінерів переправився через річку Дніпро в районі селища міського типу Лоєв Гомельської області Білорусі. Брав участь у захопленні, утриманні та розширенні плацдарму на правому березі. У важкі моменти бою перевозив боєприпаси для всього підрозділу. Загинув у тому бою на правому березі Дніпра в двох кілометрах на південний схід від Лоєва. Похований у братській могилі на місці боїв.
Звання Героя Радянського Союзу старшому сержанту Агліулліну Хаміту Шамсутдіновичу присвоєно посмертно Указом Президії Верховної Ради СРСР від 30 жовтня 1943 року.

## Пам'ять
- Іменем старшого сержанта Хаміта Шамсутдіновича Агліулліна названі вулиця і школа в селі Удрякбаш Благоварського району Башкортостану.

## Нагороди
- Медаль «Золота Зірка» Героя Радянського Союзу (30.10.1943)
- Орден Леніна
- Орден Червоної Зірки (15.10.1943)